# Hauerz
Hauerz ist ein Ortsteil der Stadt Bad Wurzach im baden-württembergischen Landkreis Ravensburg in Deutschland.
Der Ort mit 1130 Einwohnern liegt auf 650 m Höhe über dem Meeresspiegel in einem kleinen Tal am Sendener Bach, acht Kilometer nordöstlich vom Kernort Bad Wurzach entfernt.

## Geschichte
Dort, wo heute die Kirche St. Martinus steht, war vermutlich schon in römischer Zeit ein Wachturm, eine „hohe Warte“. Daraus leitet sich wohl der Name Huward (Hauerz) ab.
Erstmals wird dieser Name 1126 bei der Gründung des Klosters Rot an der Rot erwähnt. Im Jahre 1525 waren die Bauern aus Hauerz maßgeblich an der Zerstörung der bis heute nicht wieder aufgebauten Burg Marstetten beteiligt. Im Jahre 1665 ließ die Herrschaft Zeil bei der Heilquelle in Hauerz eine großzügige Badeanstalt errichten, die bis 1830 einen regen Besuch verzeichnet. Die überlieferte „Bad-Ordnung“ aus der Zeit um 1750 ist ein interessantes kultur- und sittengeschichtliches Dokument. Das Badhaus befand sich auf dem Grundstück des heutigen Gasthaus Adler.
Siehe auch: Schloss Hauerz
Am 1. Juli 1972 wurde Hauerz in die Stadt Bad Wurzach eingegliedert.

## Bauwerke

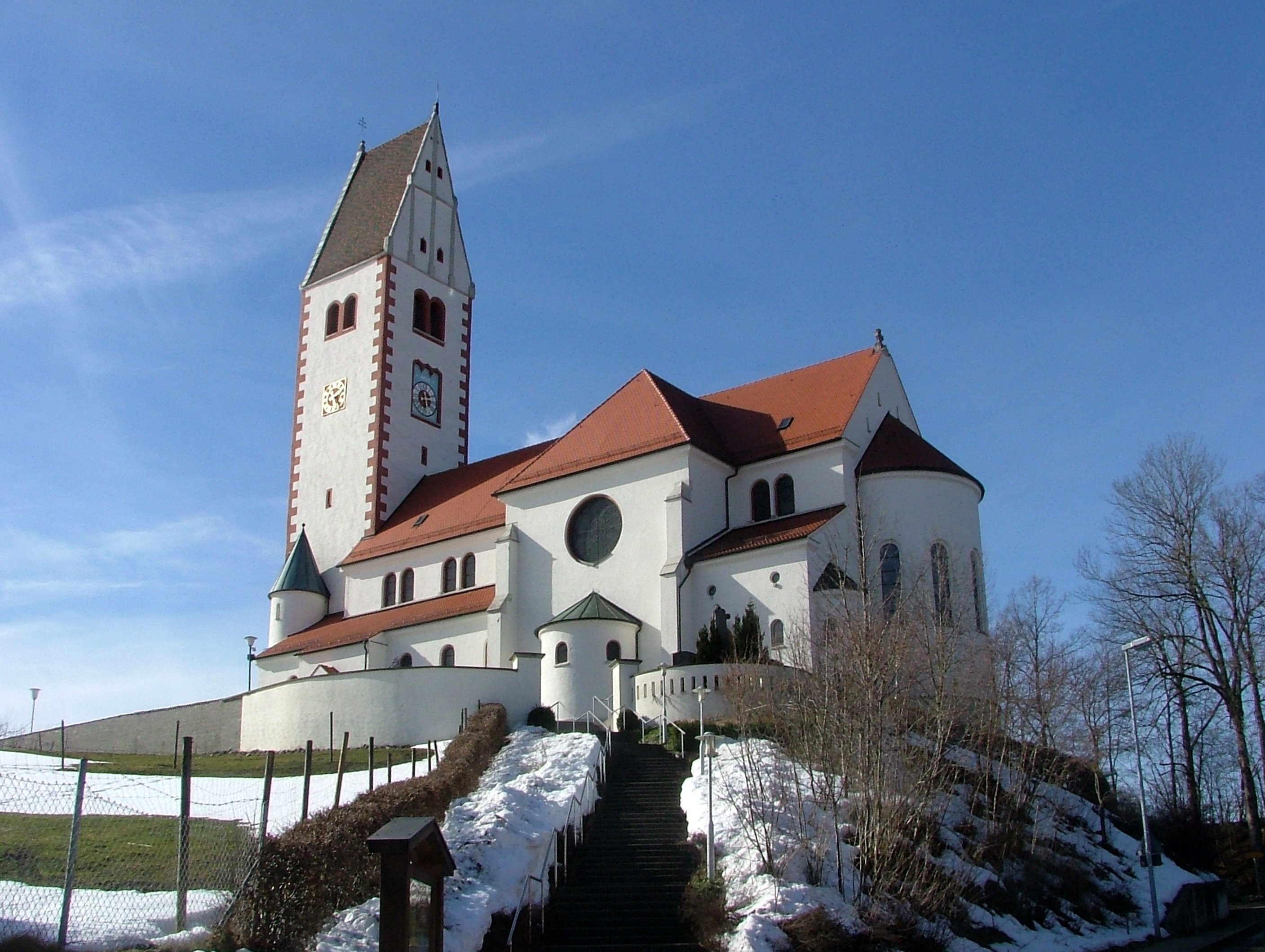
St. Martin

Aus der Zeit um 1350 stammt der hochragende Kirchturm der Martinskirche, 42 m hoch und 7 m breit. Er birgt drei Glocken aus dem Jahre 1572, 1684 und 1719. Anno 1567 entstand die zweite im gotischen Stil gebaute Kirche. Als diese zu klein wurde, wurde sie 1908 durch die jetzige Kirche im prächtigen neuromanischen Stil ersetzt. Die kirchliche Gemeinde gehört zum Dekanat Allgäu-Oberschwaben in der Diözese Rottenburg-Stuttgart. Der Ort verfügt seit dem Jahr 1972 über ein Freibad mit Schwimmerbecken, Kinderbecken und Kiosk.